# 旅洋型駆逐艦
旅洋型駆逐艦（るやんがたくちくかん、Luyang class destroyer）は、中国人民解放軍海軍のミサイル駆逐艦052B型、052C型、052Dに付された、NATOコードネームである。

## 概要
旅洋I型、旅洋II型、旅洋III型の３つに分かれるが、進水後程なく艦名が判明するようになった今日では、冷戦期ほど一般的ではない。各型の詳細は、それぞれの項目を参照。
- 旅洋I型：広州級駆逐艦（052B型駆逐艦）
- 旅洋II型：蘭州級駆逐艦（052C型駆逐艦）　いわゆる「中華イージス」前期建造分6隻。
- 旅洋III型：昆明級駆逐艦（052D型駆逐艦）　「中華イージス」後期建造分10隻。